# Asobara fungicola
Asobara fungicola är en stekelart som först beskrevs av William Harris Ashmead 1894.  Asobara fungicola ingår i släktet Asobara och familjen bracksteklar. Inga underarter finns listade.